# Els captius

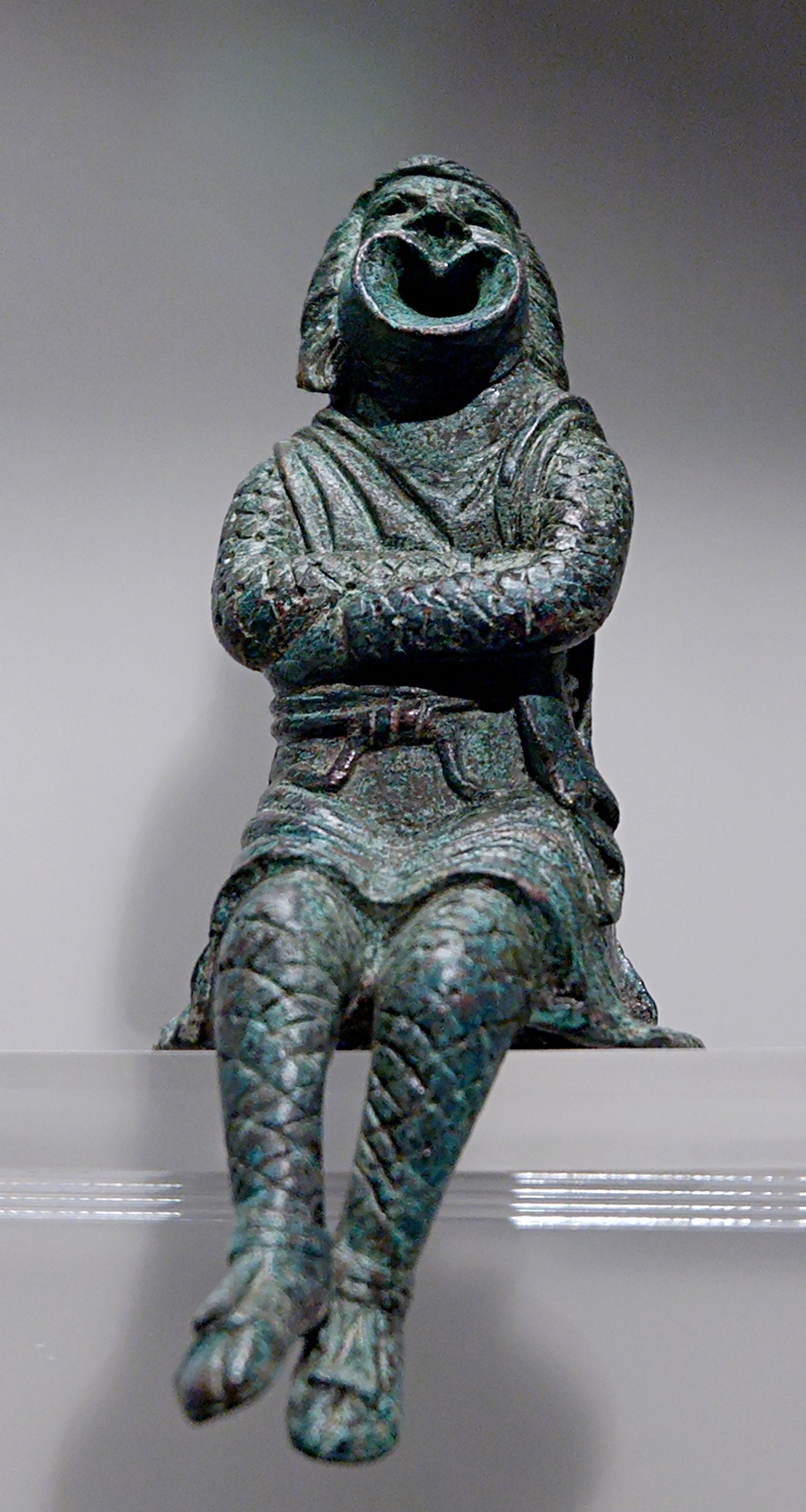
Esclau de comèdia

Captivi o Els captius és una de les obres més celebrades del comediògraf llatí Plaute. Encara que predomina l'humor com en la resta de les seves obres, el mateix Plaute, en el pròleg, n'indica una diferència en el to. Alguns temes estan tractats de manera relativament seriosa, si més no per a Plaute.

## Argument
L'argument d'Els captius és ben senzill. Es tracta del sacrifici d'un esclau per a salvar el seu amo, i dels sofriments i angoixes d'un pare per l'amor dels seus fills.
Un general anomenat Hegió té dos fills. L'un, el roben els pirates quan és molt jove, i l'altre cau presoner dels etolis. Hegió compra dos joves presoners dels etolis, Filòcrates i Tíndar, amo i esclau respectivament, i vol bescanviar el seu fill per Filòcrates. Per això, envia a Etòlia l'esclau Tíndar, perquè arregli el canvi amb el pare de Filòcrates. Anteriorment a això, els dos joves havien intercanviat les identitats, i el que marxa en realitat és Filòcrates. Quan Hegió se n'adona, castiga Tíndar. Però Filòcrates torna amb el fill d'Hegió per a salvar el seu esclau. Es descobreix que Tíndar, l'esclau fidel i sacrificat, és l'altre fill d'Hegió, el qual van robar els pirates quan només era un nen.